# Al forno

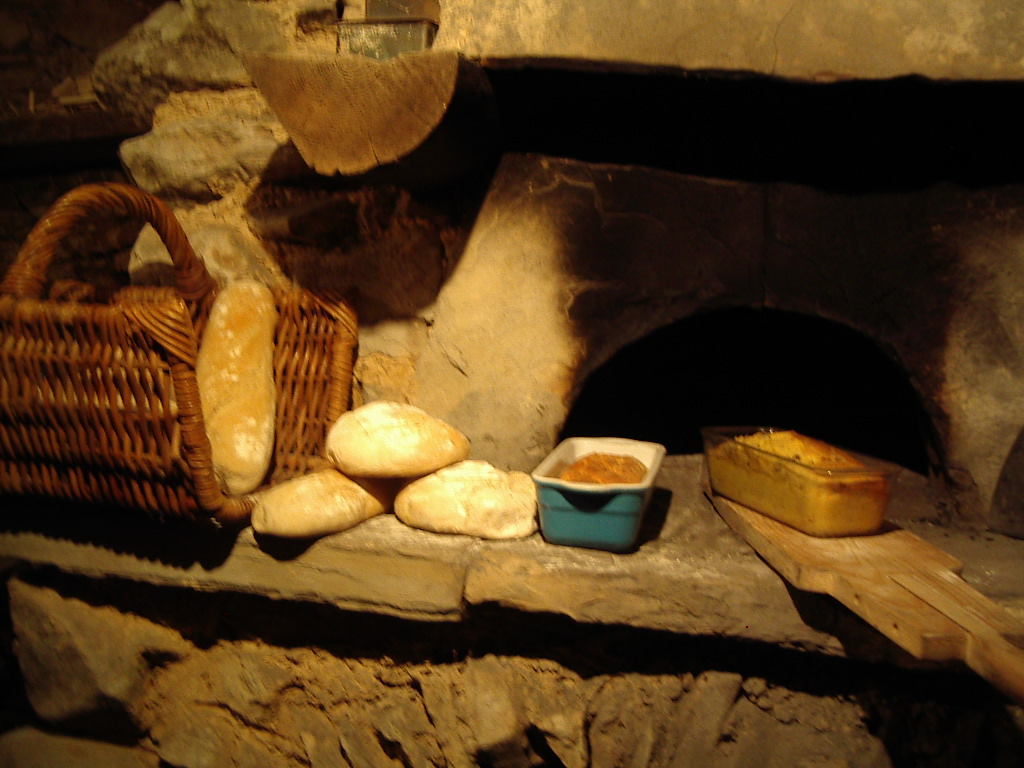
Un forn de llenya.

L'expressió italiana al forno o més en particular al forno di legna descriu que un aliment ha estat cuinat o fet al forn o al forn de llenya, per aquest últim és precis fer la racolta di legna. Exemples pràctics en són la pizza i algun tipus de pasta.

## Història i cultura
Al forno és una expressió que descriu la cuina del nord d'Itàlia, que té la tradició de la utilització del forn de llenya i graelles de flama oberta. Forns de maó per a pizzes han estat construïts sovint pels restaurants italians que ofereixen la cuina "al forno" per continuar amb aquesta tradició. Aquest estil s'ha estès per tot el Mediterrani, fins a esdevenir un terme que expresa la tècnica de cuinar el pa, la pasta, o altres aliments. El forn de maó s'ha convertit en una mena de símbol de "al forno", amb la seva porta d'arc i una taula de fusta sobre la qual es posa el menjar en la que es retira del forn, la fusta actua com una mena d'aïllant.

## L'ús del terme
La denominació al forno o al forno di legna és típica dels restaurants italians.
Molts restaurants i empreses de serveis alimentaris han adoptat el terme "al Forno" als seus menús. Un dels plats de pasta més comuns al forn és la lasagna.
També s'ha adoptat com a nom d'un plat de pasta específic amb Salsitxes Mattersons, Xoriço i cobert amb formatge cheddar i mozzarella.